# Ksitigarbha
Zasugerowano, aby zintegrować ten artykuł z artykułem Jizō. Nie opisano powodu propozycji integracji.

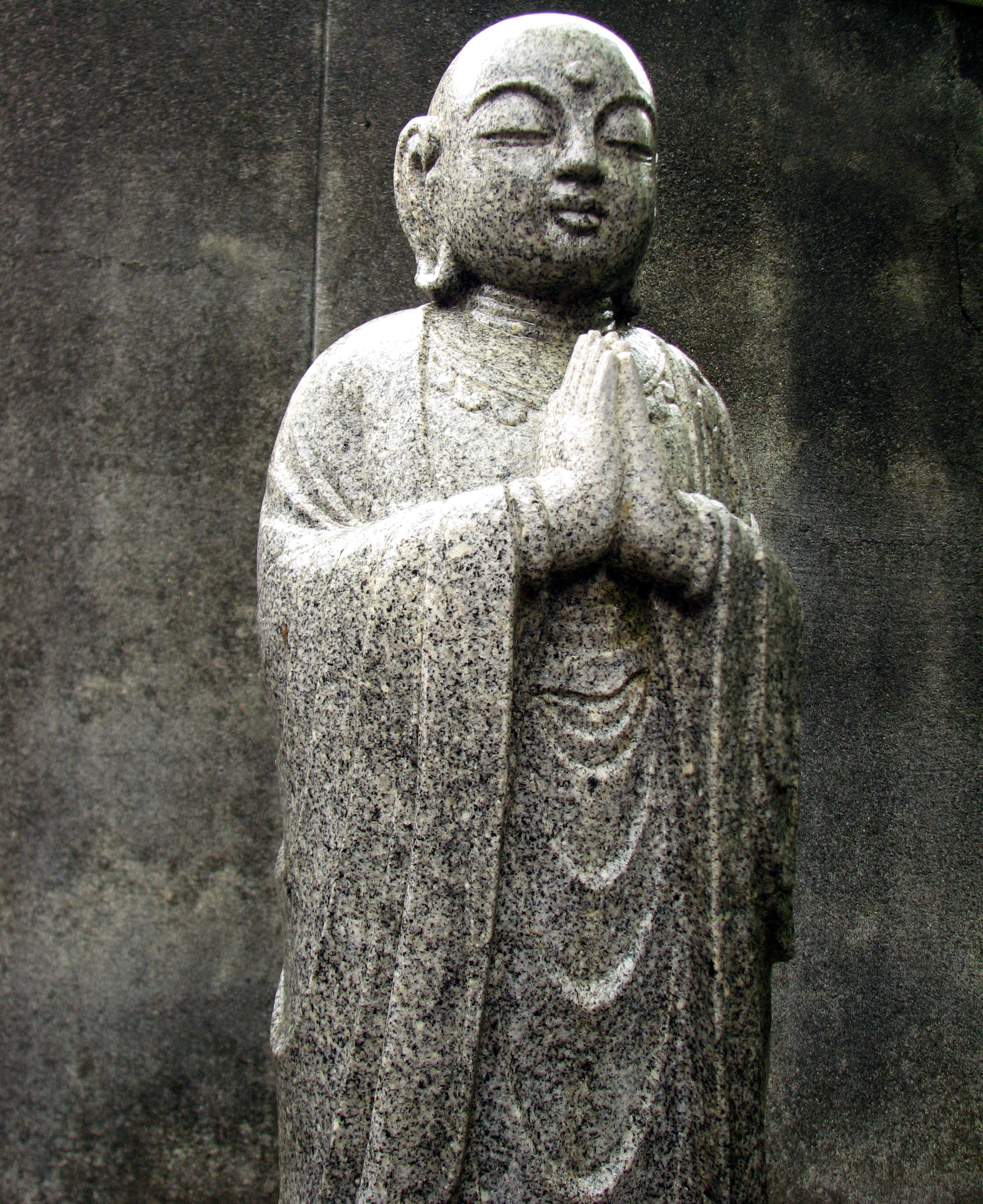
Posąg Jizō z Shakuzō-ji

Ksitigarbha (w dosłownym tłumaczeniu Skarbiec ziemi; chiń. 地藏 Dìzàng; kor. 지장 Chijang; jap. Jizō; wiet. Địa Tạng; tyb. ས་ཡི་སྙིང་པོ, Wylie: sa yi snying po) – jeden z najważniejszych bodhisattwów w buddyzmie mahajana.
Bodhisattwa Ksitigarbha jest wzorem bodhisattwy realizującego ślubowanie bodhisattwy, czyli przyrzeczenia, że nie spocznie w wysiłkach, póki nie doprowadzi do oświecenia wszystkie czujące istoty. Przypisuje mu się słowa: "Jeśli ja nie zejdę do piekieł, aby nieść pomoc, to któż inny tam pójdzie."
Bodhisattwa Ksitigarbha jest jednym z głównych bodhisattwów buddyzmu mahajany.

## Praktyka Ksitigarbhy
Każdy kto będzie wykonywał praktykę tego bodhisattwy z motywacją wyzwalania i prowadzenia istot do oświecenia nigdy nie spadnie na niższe ścieżki a w przyszłości osiągnie doskonałe oświecenie, nigdy nie braknie mu pożywienia, ubrań, mieszkania ani rzeczy niezbędnych do praktyki Dharmy, będą chronieni od niebezpieczeństw przez strażników Dharmy.
Praktyka Ksitigarbhy ma dwa cele: 

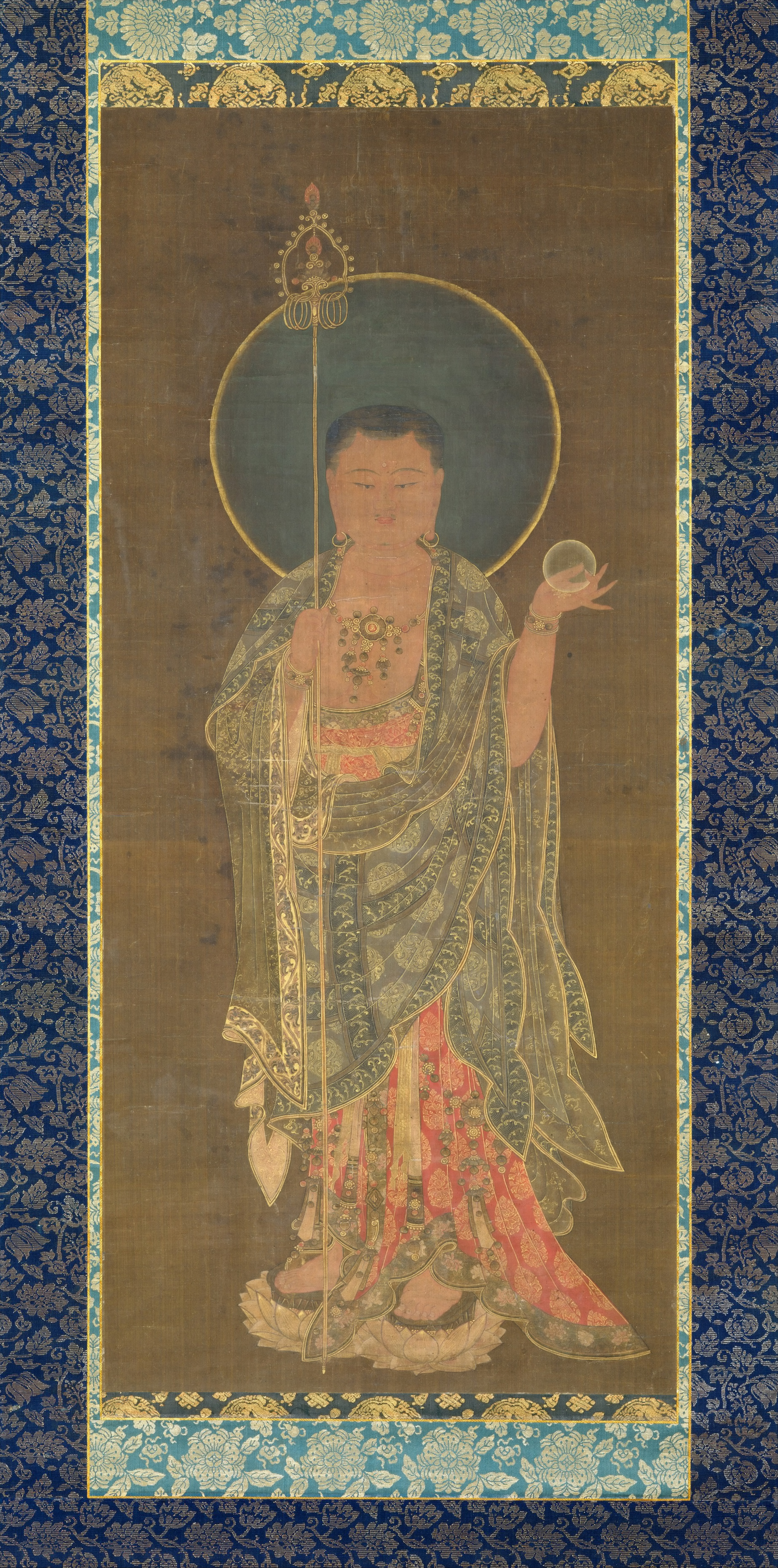
Bodhisattwa Chijang. Malowidło z Koryŏ z końca XIV w

- oczyszczenie i usuwanie przeszkód. Ksitigarbha ślubował, że nie spocznie póki będą istniały jakiekolwiek cierpiące istoty. Możemy się do niego zwracać z prośbą o usuwanie przeszkód jak i o samsaryczne rzeczy takie jak jedzenie, ubranie, pieniądze oraz dobre życie ponieważ często cierpienie i niedostatek są przeszkodą na ścieżce, więc jeśli będziemy mieli wszystko zapewnione to być może wtedy całą naszą energie wykorzystamy do pracy dla dobra istot i własnego rozwoju duchowego.
- doprowadzenie do postępowania bodhisattwy, podążania śladem Ksitigarbhy. Według mahajany możliwe jest wówczas stanie się takim, jak Ksitigarbha (jeśli mamy na tyle siły, zrozumienia i potencjału to możemy rozwinąć takie właściwości że sami stajemy się Ksitigarbhą). Praktykujący staje się wtedy chronieniem i wsparciem dla istot we wszystkich sferach życia.

Praktykę tę można robić jako całość lub każdą jej część jako osobną praktykę.